# Melanesiërs

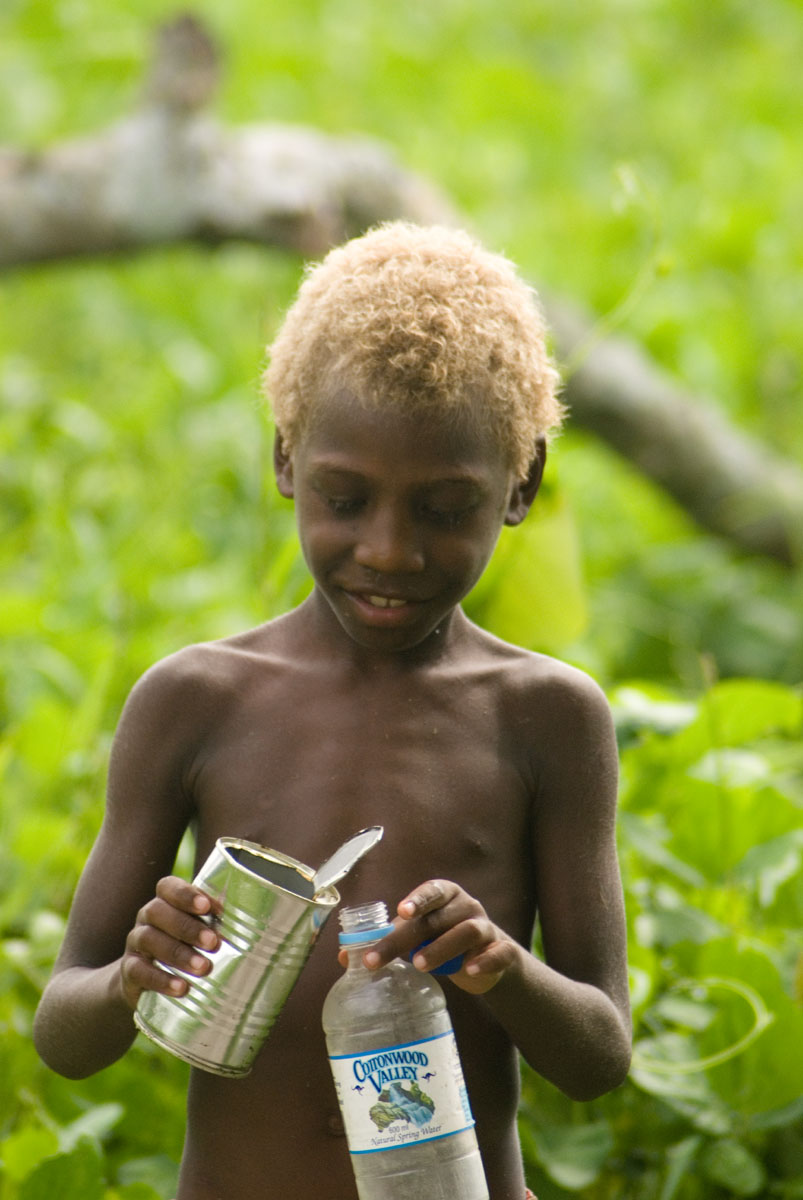
blonde jongen in Vanuatu, ten zuiden van de Salomonseilanden.

De Melanesiërs zijn een etnische groep van volkeren in en nabij Melanesië. De vroegste bewoners van het huidige Melanesië waren de voorouders van alle hedendaagse volkeren die de Papoeatalen spreken. Zij hebben indertijd dit gebied bezet tot de meest oostelijk gelegen eilanden toe (bijvoorbeeld de Salomonseilanden en Vanuatu).
Ongeveer 4000 jaar geleden kwamen Austronesische mensen voor het eerst in contact met mensen die de Papoeatalen machtig waren. Dit gebeurde vooral langs de noordkust van Nieuw-Guinea en de eilanden ten noorden en ten oosten hiervan. Er volgde wellicht een lange periode van vele interacties tussen deze volkeren, wat leidde tot vele complexe veranderingen in hun talen en cultuur.
Er bestond een theorie over een zeer kleine groep mensen die Austronesische talen spraken en naar het oosten gereisd zouden zijn. Daar zouden zij dan de voorouders worden van de Polynesiërs. Deze theorie werd echter tegengesproken door een studie, gepubliceerd door de Temple University. Dit onderzoek toonde aan dat de Melanesiërs te weinig genetische verwantschap hadden met Polynesiërs om hun voorouders te kunnen zijn.
Melanesiërs behoren, evenals enige Oost- en Zuidoost-aziatische volken, tot de mensen van wie de voorouders gekruist waren met de prehistorische Homo denisova. Verder zijn de Melanesiërs ook een van de weinige niet-Europese volkeren met een donkere huid waarvan sommigen blond haar hebben (5-10%), echter door een andere genetische factor (TYRP1) wordt veroorzaakt dan bij Europeanen (MC1R). De genetische factor komt vaker voor in het Oosten van Melanesië - zoals de Salomonseilanden en Vanuatu - dan op de Molukken en Oost-Nusa Tenggara waar het vrijwel nooit voorkomt.

## Trivia
Petoetje uit de avonturen van Nero & Co door Marc Sleen is een zeer intelligente Melanesische jongen van het fictieve eiland Moea-Papoea. Hij werd door Madam Pheip geadopteerd.

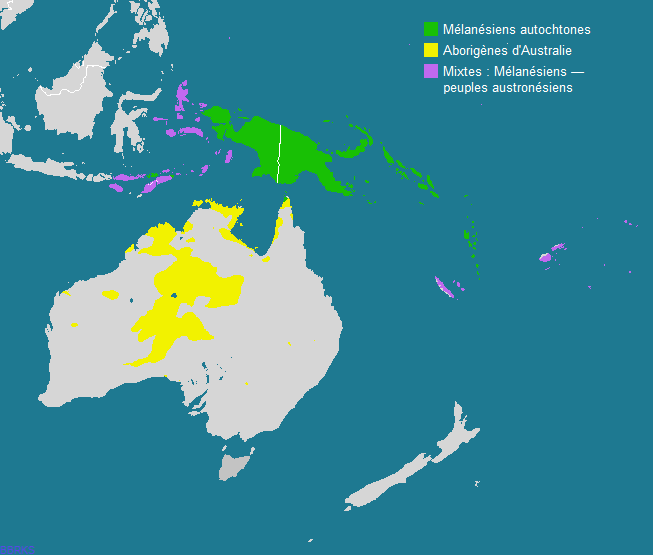
Kaart gebieden met Melanesisch/Austronesisch DNA